# Sous le soleil de Saint-Tropez
Pour les articles homonymes, voir Sous le soleil (homonymie) et Tropez.
Sous le soleil
Sous le soleil de Saint-Tropez est un feuilleton télévisé français en 32 épisodes de 40 minutes créé par Pascal Breton diffusée du 2 mars 2013 au 17 mai 2014 sur TMC. La série est rediffusée sur TF6 depuis le 23 juin 2013.
Cette série est la série dérivée de Sous le soleil diffusée entre 1996 et 2008 sur TF1.

## Synopsis
Quatre ans ont passé depuis la disparition de Caroline. Son fils Tom habite désormais avec sa tante Émilie et sa fille Lisa dans une villa à Saint-Tropez. Émilie a repris la gérance du bar de la plage "Le Saint-Tropez" après le départ de Jessica et de sa fille pour les États-Unis. Elle est aidée de Vincent qui s'occupe essentiellement du cabaret adjacent, en tant que chorégraphe. Claudia et Roxanne, les danseuses, font le spectacle chaque soir. La vie a donc repris son cours à Saint-Tropez, jusqu'à ce que François, le meurtrier présumé de Caroline, soit libéré de prison. Au même moment, Caroline réapparait et compte bien retrouver et sa famille, et son honneur.

## Distribution

### Distribution principale
- Adeline Blondieau : Caroline Drancourt (saisons 1 et 2) - Personnage de la série originale
- Tom Leeb : Tom Devos (saisons 1 et 2) - Personnage de la série originale
- Nadège Lacroix (en) : Lisa Drancourt (saisons 1 et 2)
- Joséphine Jobert : Roxanne (saisons 1 et 2)
- Frédéric Deban : Grégory Lacroix (saisons 1 et 2) - Personnage de la série originale
- Christine Lemler : Valentine Chardin (saisons 1 et 2) - Personnage de la série originale
- Lionel Auguste : Mathias Perry (saison 2) - Personnage de la série originale
- Flavie Péan : Axelle Ducrest, de son vrai nom Marianne Simon (saison 2)
- Nicolas Van Beveren : Sylvain Lacroix (saison 2)

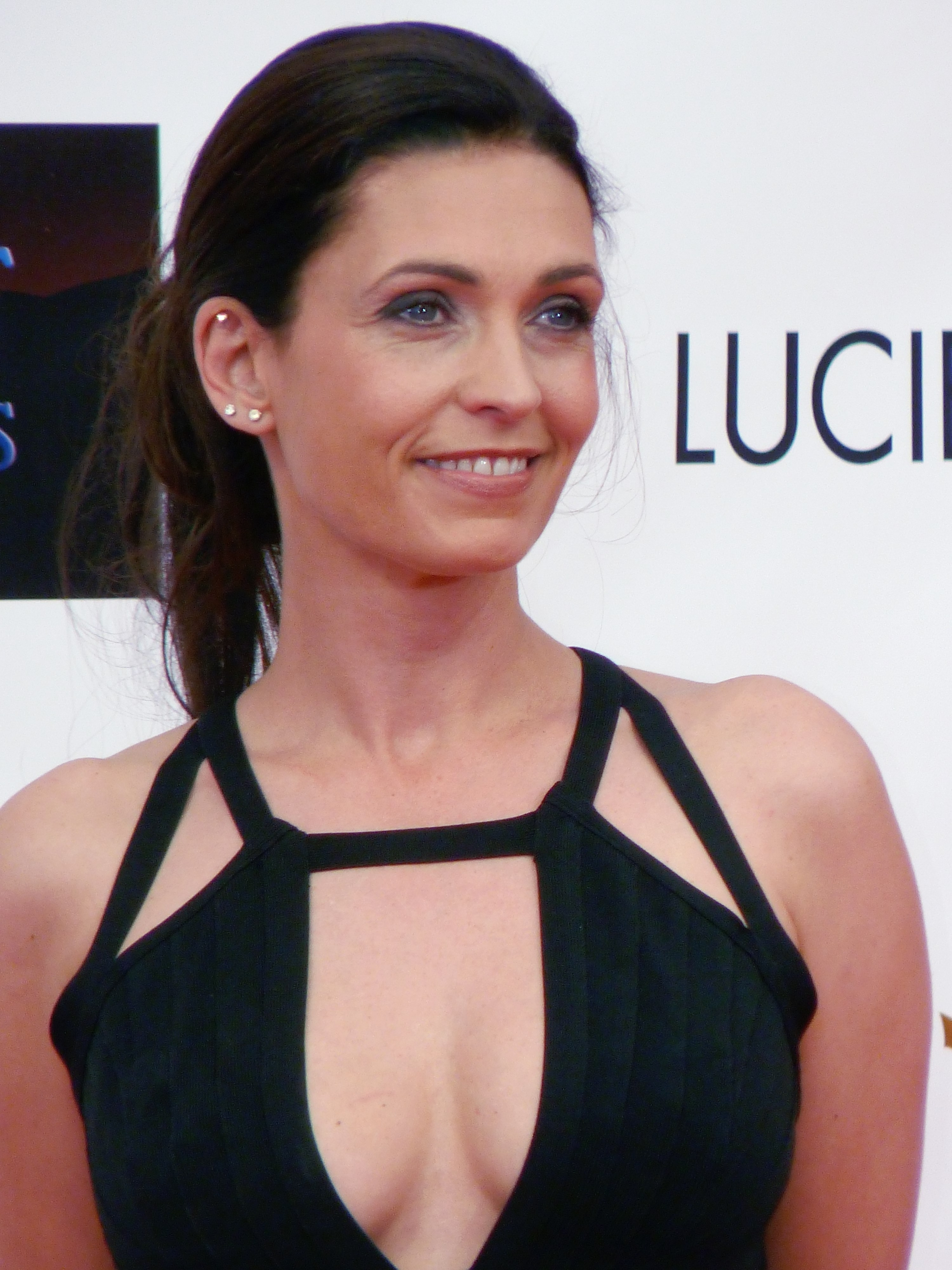
Adeline Blondieau
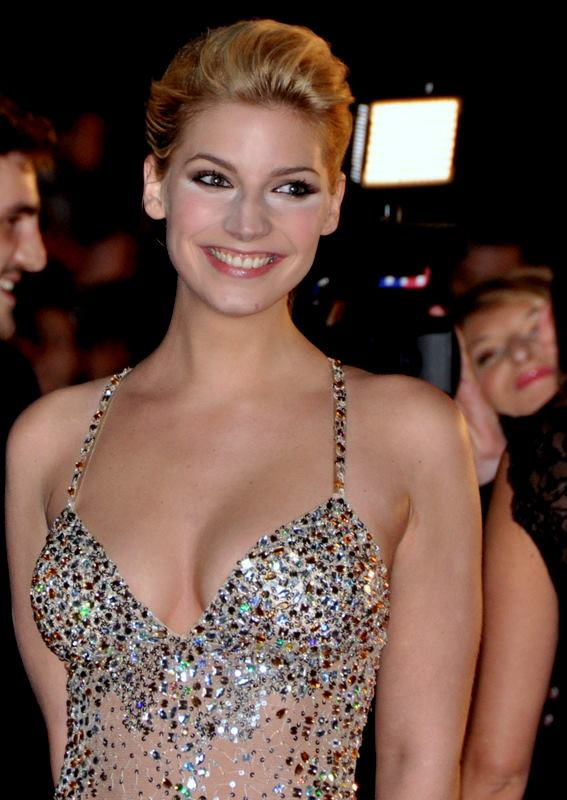
Nadège Lacroix
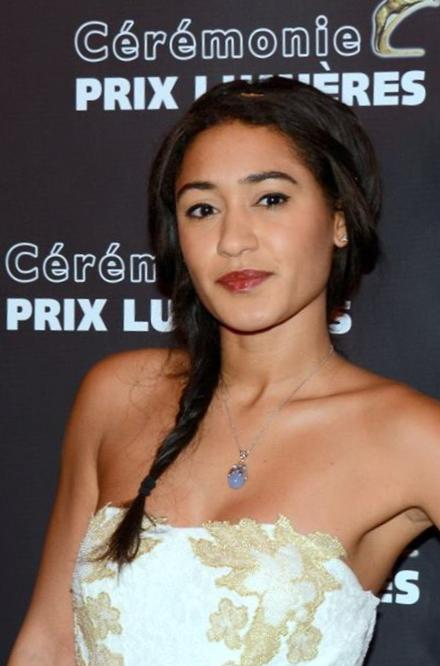
Joséphine Jobert
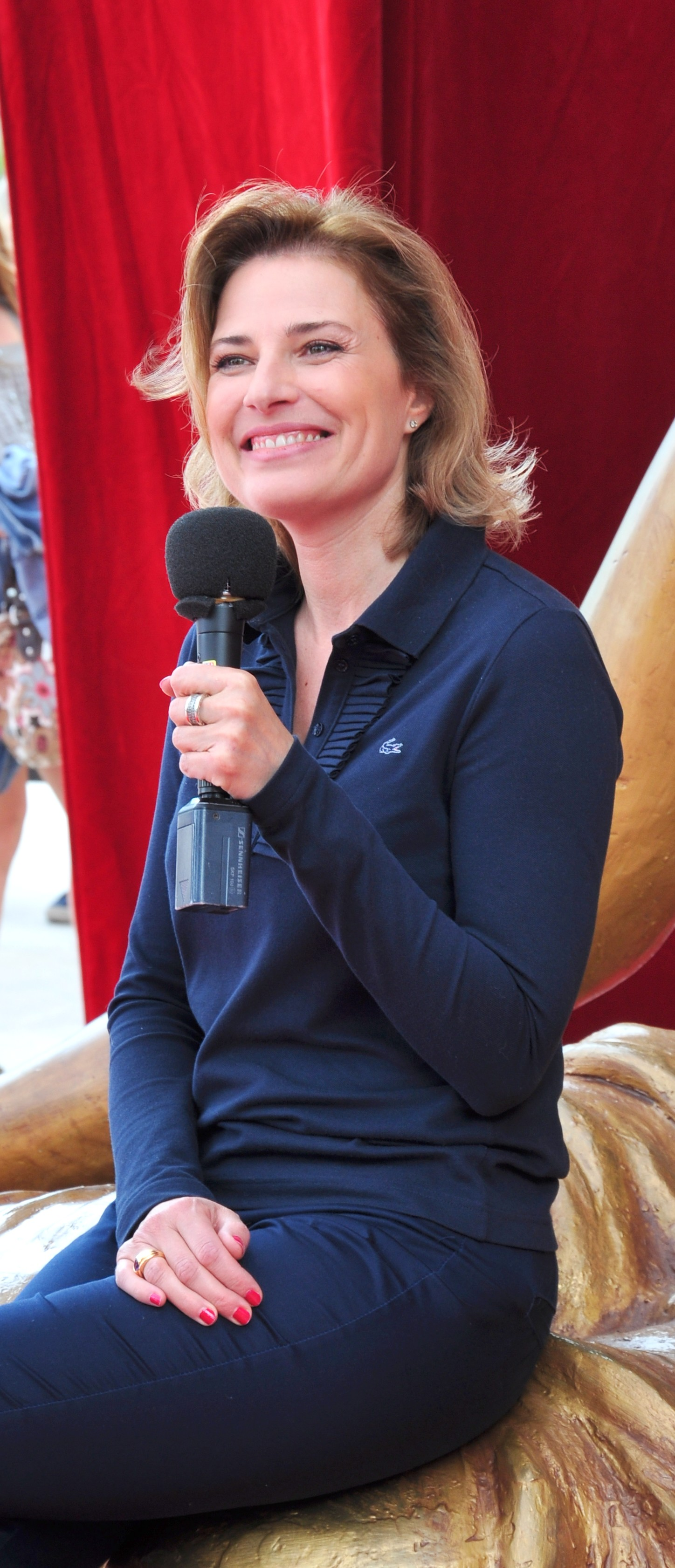
Christine Lemler

### Distribution secondaire
- Delfine Rouffignac : Clara Olivier (saisons 1 et 2 - principale puis secondaire) - Personnage de la série originale
- Serge Gisquière : Anthony, de son vrai nom Charles Peretti (saison 1 et 2) - Personnage de la série originale
- Audrey Hamm : Claudia (saisons 1 et 2) - Personnage de la série originale
- Ibrahim Koma : Zacharie « Zach » Mondino (saison 1) - Personnage de la série originale
- Stéphane Boutet : François Pariente (saison 1) - Personnage de la série originale
- Damien Ferrette : Vincent de Boissière (saison 1) - Personnage de la série originale
- Renaud Roussel : Victor Chatel, de son vrai nom Frédéric Guilmet (saison 1 et 2)
- Géraldine Adams : Émilie Drancourt (saisons 1 et 2)
- Farouk Bermouga : Sébastien (saisons 1 et 2)
- Lucie Charbonneaux : Hélène Duval, de son vrai nom Hélène Evans (saisons 1 et 2)
- Lucas Bravo : Jeff (saison 1)
- Xavier Lemaître : Jonathan (saison 1)
- Aurélie Vaneck : Mélanie (saison 1)
- Valérie Baurens : Béatrice (saison 1)
- Laurent Paris : Alexandre Barroso (saison 2)
- Charles Lelaure : Léo (saison 2)

### Invité(e)s
- Nathalie Marquay : Jeanne (saison 1)

## Fiche technique
- Création : Pascal Breton (Il est également le cocréateur de Sous le soleil avec Olivier Brémond).
- Production :
  - Les producteurs sont Pascal Breton, Stéphanie Chartreux et Jérôme Vignac.
  - La série est produite par Marathon (la production de la série est la même que la série originale Sous le soleil).
- Scénario et Dialogues :
  - Adeline Blondieau (Caroline Drancourt) est coscénariste de la série sur 2 épisodes (épisodes 5 et 11)[2].
  - Parmi les autres scénaristes, on peut citer : Patrick Bancarel, Nassim Ben Allal, Lila Delmas, Soline Delmas, Mathieu Gleizes, Séverine Jacquet, Nathalie Jeanselle, Eline Le Fur, Francis Launay, Brigitte Leclef, Julie Manoukian, Yves Ramonet, Marie-Pierre Thomas
- Réalisation : Adeline Darraux, Lionel Smila, Pierre-François Brodin, Bénédicte Delmas
- Musique : Jena Lee est compositrice et interprète du générique.
- Diffusion : TMC (chaîne de la TNT appartenant au Groupe TF1) et TF6.

## Épisodes

### Première saison (2013)
La première saison de Sous le soleil de Saint-Tropez a été diffusée du 2 mars au 8 juin 2013 sur la chaine TMC puis rediffusée sur TF6 depuis le 23 juin 2013.
Cette première saison comporte seize épisodes dont les titres sont :
1. La Revenante
2. Trauma
3. Destins croisés
4. Retrouvailles
5. Premières pistes
6. Incertitudes
7. La Disparition
8. Mal de mères
9. Escorts
10. Les Mensonges
11. À domicile
12. Révélations
13. Amour et déraison
14. Amours dangereuses
15. The Voice
16. La Bague au doigt

### Deuxième saison (2014)
La deuxième saison a été diffusée du 2 février au 17 mai 2014 sur la chaine TMC.
Cette deuxième saison comporte seize épisodes dont les titres sont :
1. L'homme qui m'a perdue
2. Ma sœur, la tueuse
3. La Mentaliste
4. La Première Nuit
5. Une affaire de robes
6. Méprises
7. Escroqueries sentimentales
8. L'Amour pour cible
9. L'Amour dans le sang
10. Soupçons
11. Espoirs…
12. L'Impasse
13. Femmes sous influence
14. Vertiges
15. Retrouvailles
16. Course contre la mort

## Générique
La chanson du générique est écrite, composée et interprétée par Jena Lee.
Paroles :
Je vois le ciel aussi bleu que dans nos rêves.
Quand nos cœurs parlent et se noient dans la lumière.
Je vois l’azur aussi pur que notre terre erre erre

(Refrain) Sous le Soleil je t’emmène, là où règnent, nos larmes et nos joies.
Sous le soleil je ressens le sable et le vent, la mer où scintille la soie.
Sous le soleil pense à nous, oublie tout le reste, on se donne rendez-vous.
Sous le soleil, n’importe où, on s’aime on s’en fout, le monde est à nous.
Sous le soleil

## Commentaires

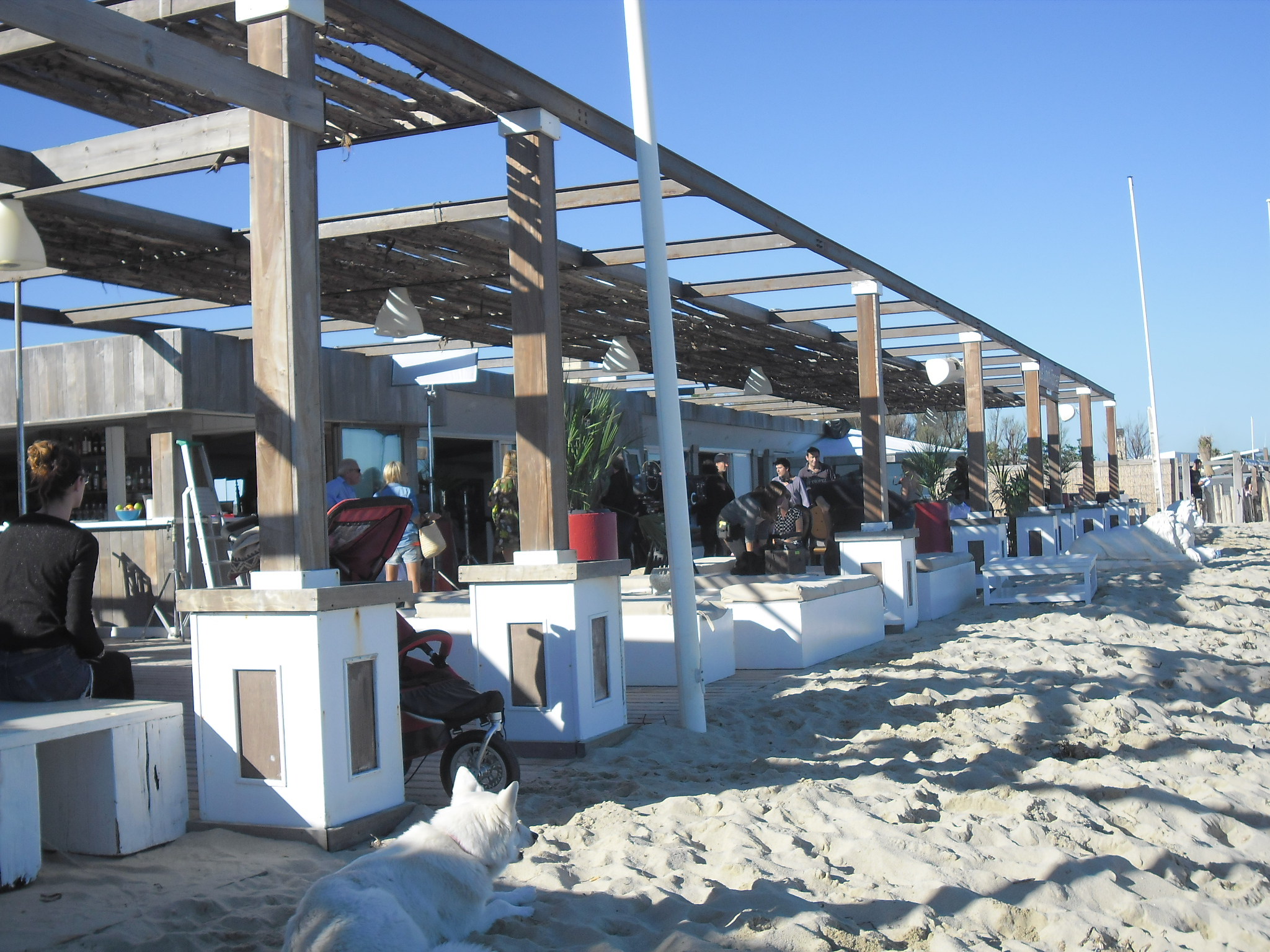
Le nouveau bar "Le Saint-Tropez" pour la série Sous le soleil de Saint-Tropez.

- Les acteurs et actrices qui ne reviendront pas dans la suite de Sous le soleil sont :
  - Tonya Kinzinger (Jessica Lowry)[4] en raison d'autres projets prévus au moment de la saison 1, notamment la présentation de la neuvième saison de Star Academy et le tournage de la série Dreams : 1 Rêve 2 Vies, elle avait décliné son retour en saison 1 et avait déclaré vouloir revenir dans la saison 2. Après avoir déclaré qu'elle n'excluait pas un retour dans une saison ultérieure[5], elle est revenue sur ses propos en 2014, affirmant que ça ne l'intéressait plus [6].
  - Bénédicte Delmas (Laure Olivier)[4] car elle laisse sa carrière de comédienne de côté et préfère se consacrer à la réalisation. Elle a d'ailleurs réalisé quelques épisodes de la seconde saison.
  - Stéphane Slima (Alain Dulac)[7]. Un retour était bel et bien prévu, mais le comédien est décédé d'un AVC en août 2012, peu de temps avant le tournage.
  - Roméo Sarfati (Louis Lacroix)[8]. Officiellement, un retour était prévu mais aurait été empêché à cause du tournage d'Une famille formidable. Néanmoins, durant le festival de Luchon 2014, Roméo Sarfati a déclaré ne plus vouloir reprendre son rôle [9].
  - Marie-Christine Adam (Blandine Olivier)[10]. L'actrice a bien été contactée par la production mais a décliné l'offre de revenir dans la série.
  - Avy Marciano (David Callas). L'acteur fait actuellement partie de la distribution récurrente de la série Plus belle la vie et n'est donc pas disponible.

- De nombreuses incohérences ont été notées avec la série originale[11], ce qui tend à prouver qu'il ne s'agit pas vraiment d'une suite à proprement parler mais plutôt d'une histoire se déroulant dans un univers parallèle, explication partagée par l'actrice Adeline Blondieau[12].
- Afin de réduire le déficit qualitatif de la série en raison du passage de TF1 à une chaine au budget plus modeste comme TMC, la série utilise le placement de produit, afin d'engranger des revenus publicitaires supplémentaires et donc de bénéficier d'un budget de production plus important.
- Adeline Blondieau, étonnée que les fans ne soient pas au courant, a annoncé sur les réseaux sociaux que la chaîne avait décidé de ne pas reconduire la série pour une troisième saison, initialement prévue et annoncée pour début 2015. De son côté, la chaine TMC a annoncé que le projet pourrait revoir le jour plus tard[13].
- Le téléfilm a été tourné dans la presqu'île de Saint-Tropez. Les tournages se sont déroulés à Saint-Tropez, Gassin et Ramatuelle[14],[15],[16],[17].